# 赫爾辛蘭帶裝飾的農舍
赫爾辛蘭帶裝飾的農舍（瑞典語：Hälsingegårdar）是位於瑞典海爾辛蘭的7間農舍，於2012年7月1日入選為世界文化遺產。這些農舍僅用木材為材料建造，展現了瑞典傳統的建築工藝。

## 農舍列表
博尔奈斯市镇
1. Gästgivars（英语：Gästgivars）, Vallsta（英语：Vallsta）

于斯达尔市镇
1. Bommars, Letsbo
2. Bortom åa, Fågelsjö（英语：Fågelsjö）
3. Kristofers, Järvsö（英语：Järvsö）

奥瓦诺克尔市镇
1. Jon-Lars, Alfta（英语：Alfta）
2. Pallars, Alfta

瑟德港市镇
1. Erik-Anders, Söderala（英语：Söderala）[3]

## 圖集

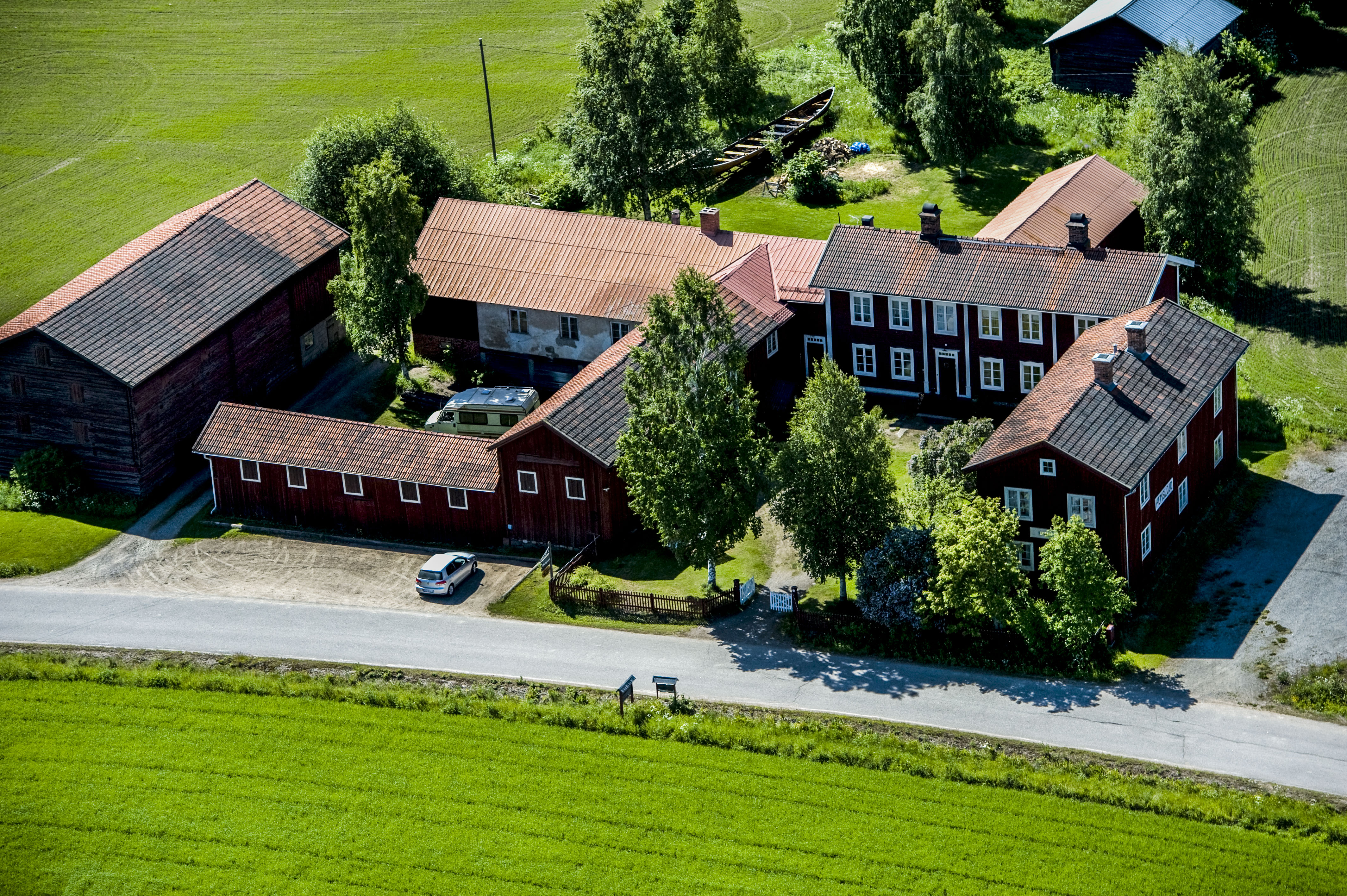
從空中俯瞰Gästgivars的農舍
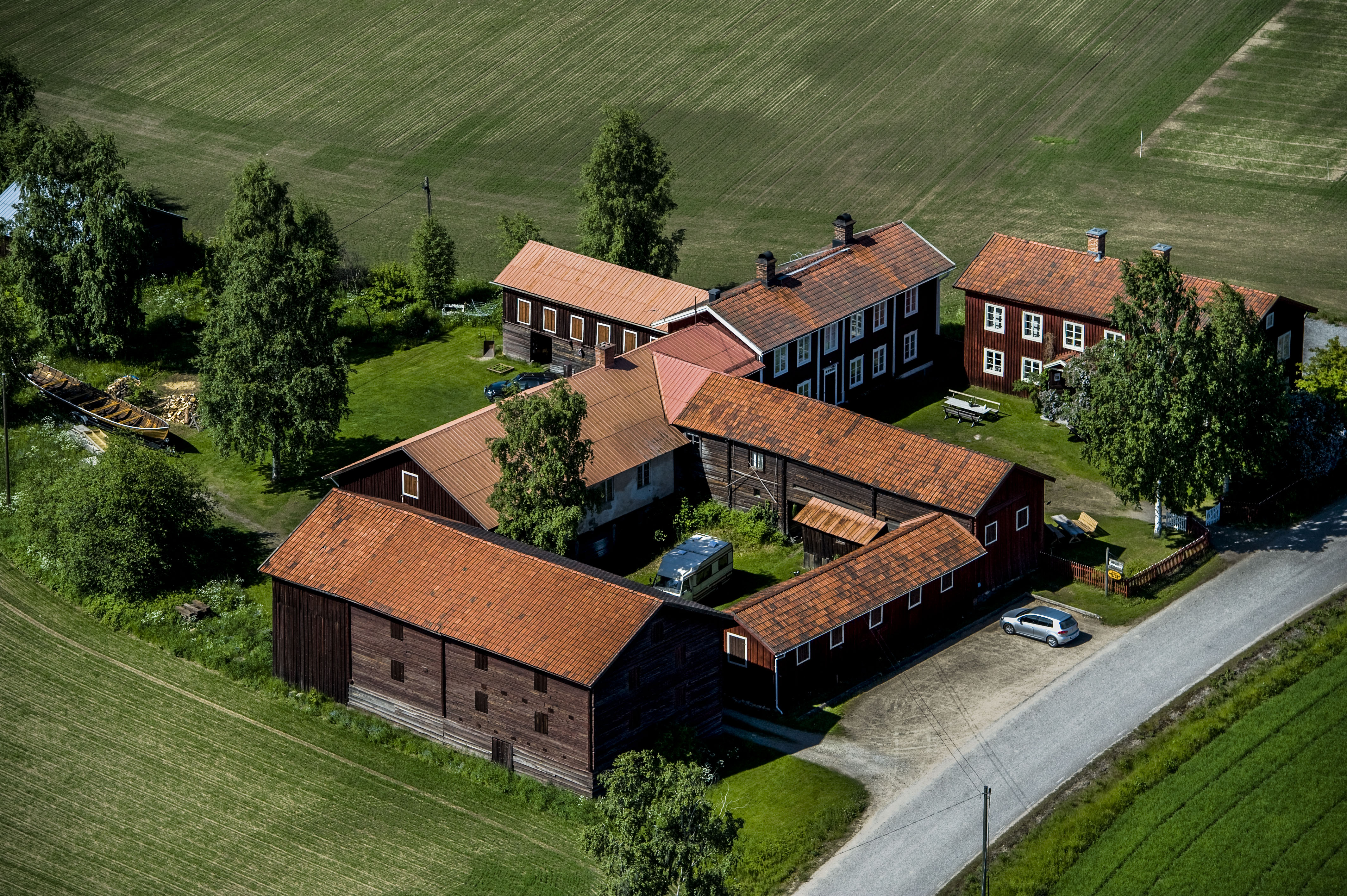
從空中俯瞰Gästgivars的農舍
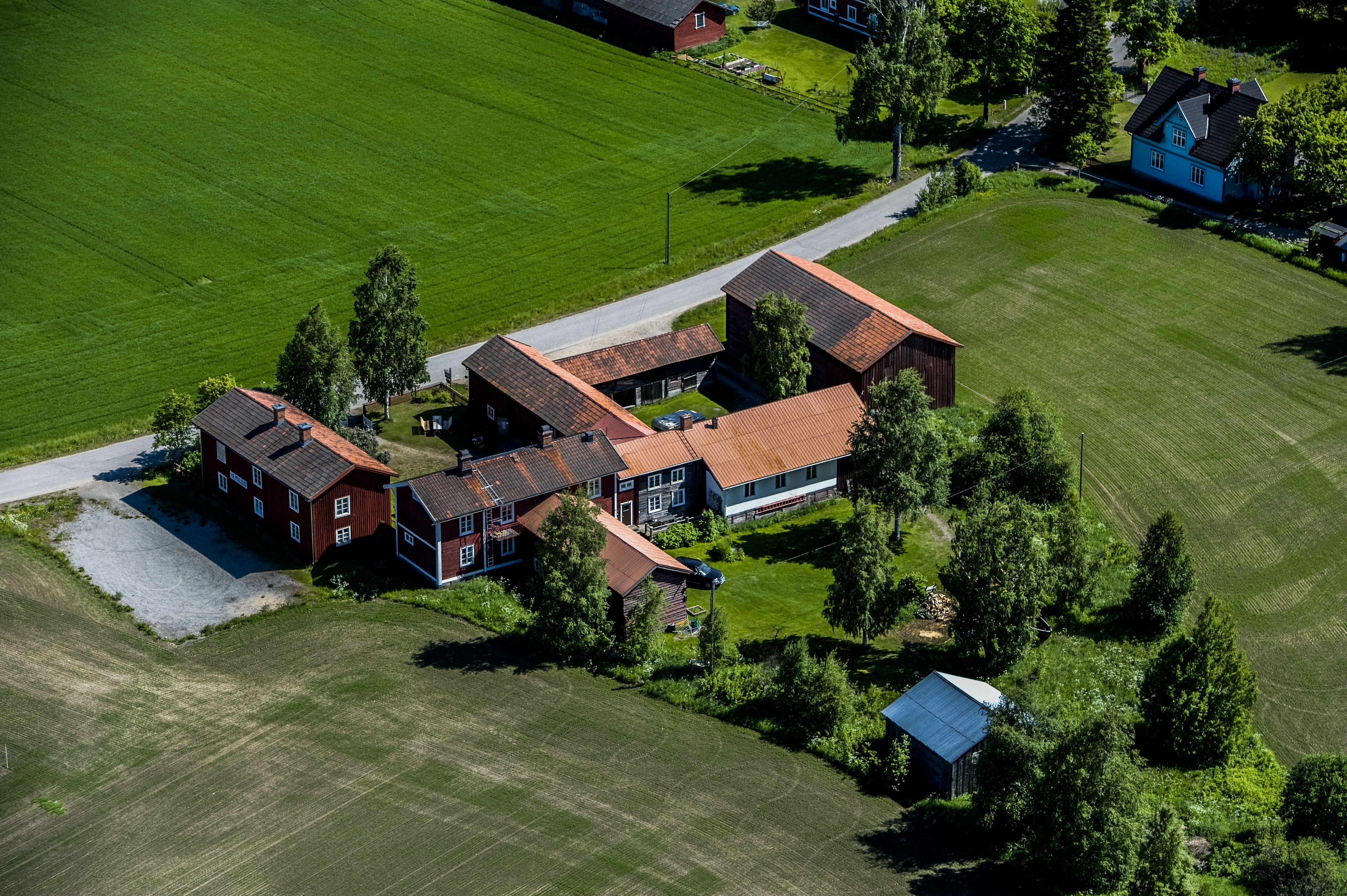
從空中俯瞰Gästgivars的農舍
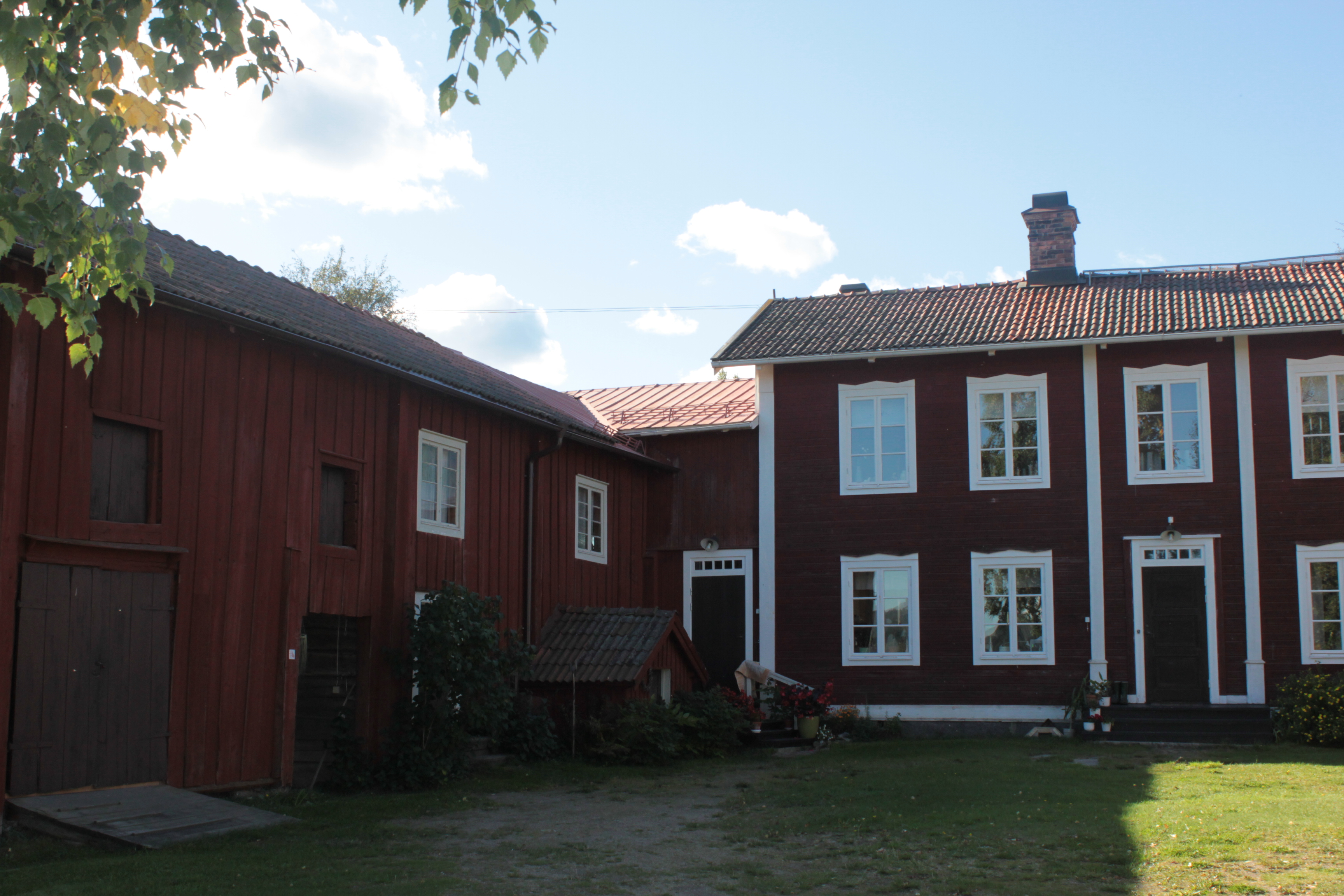
Gästgivars農舍的左側
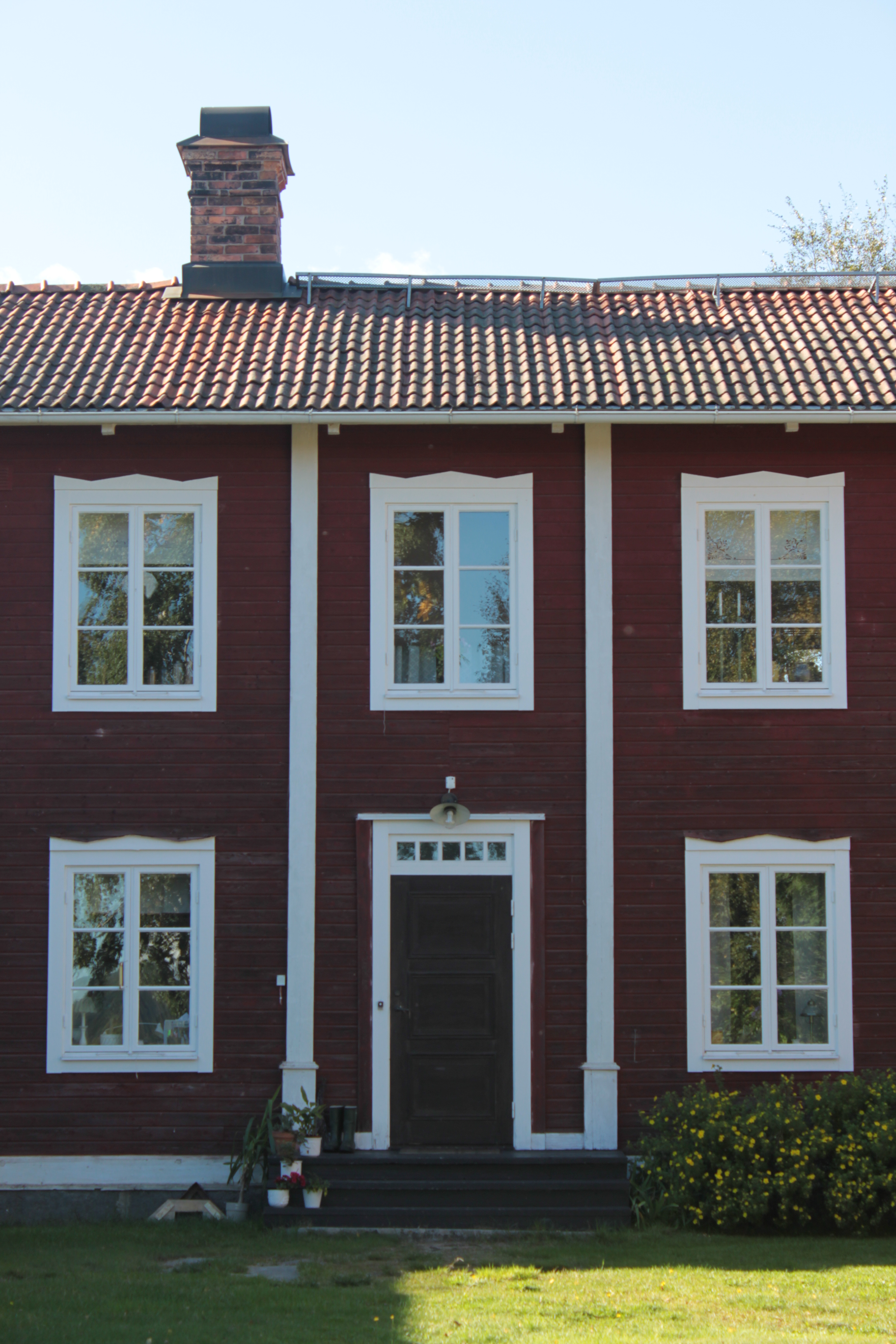
Gästgivars農舍的門窗
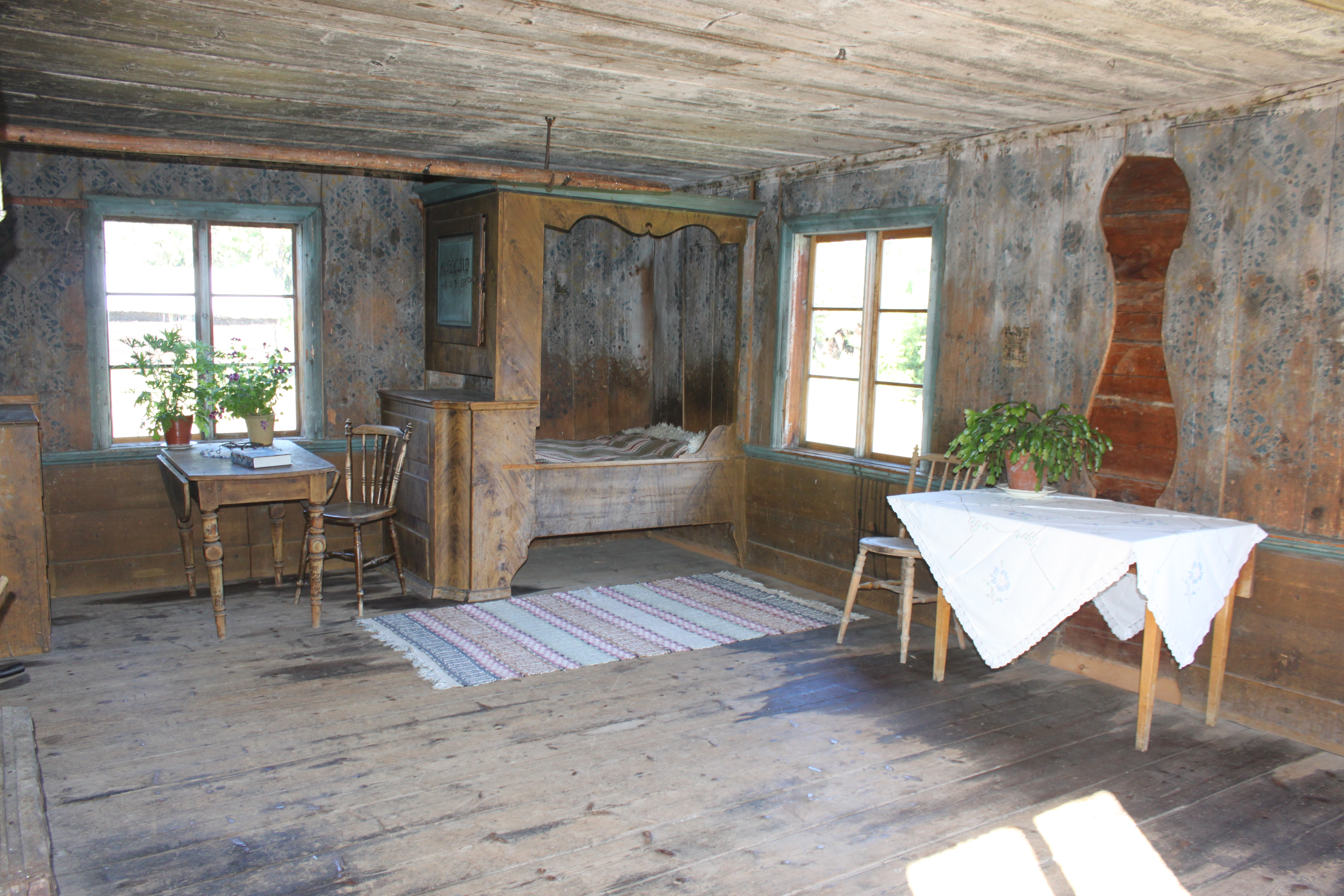
Bommars農舍內部
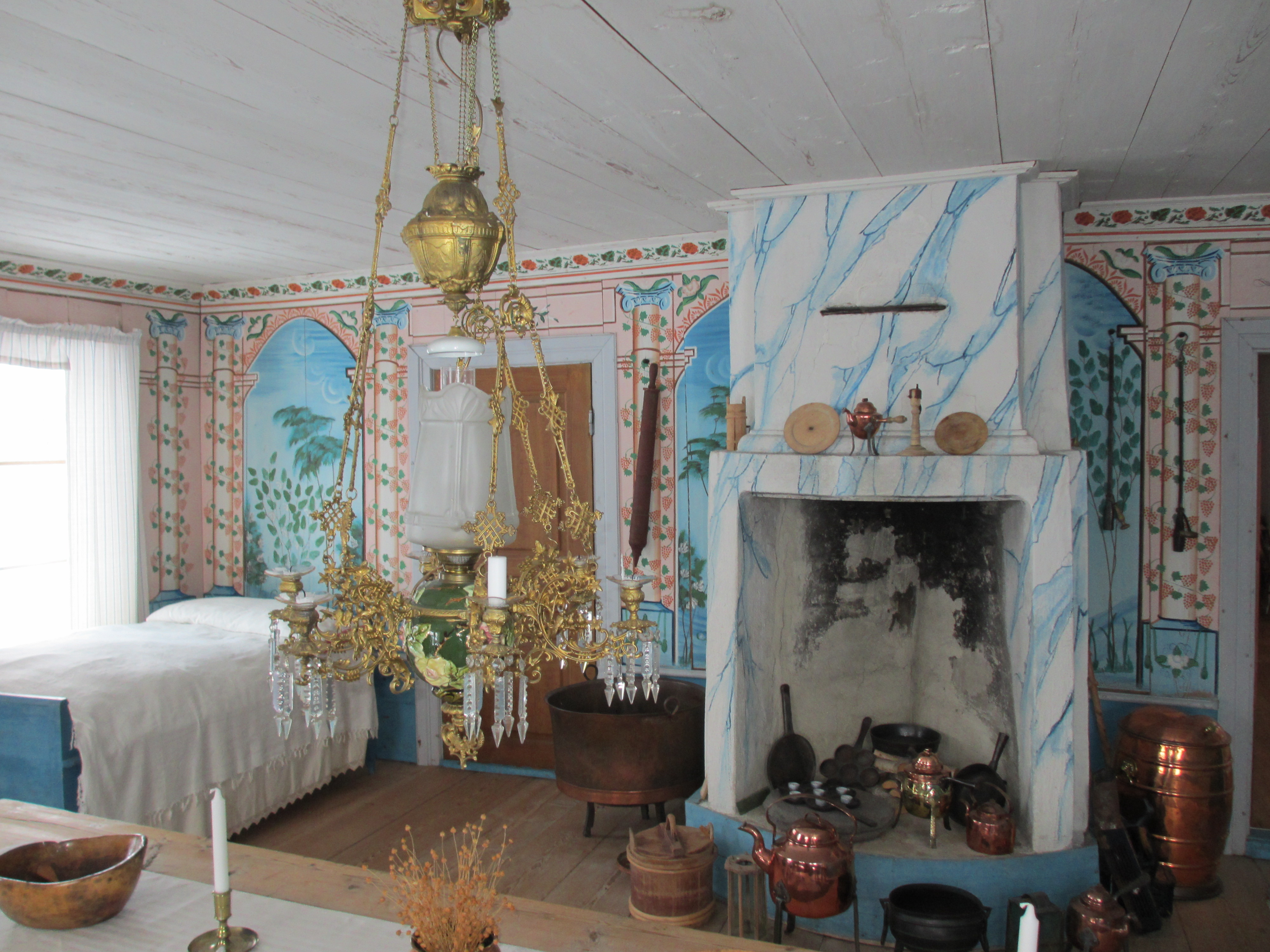
其中一間房間Jon-Lars
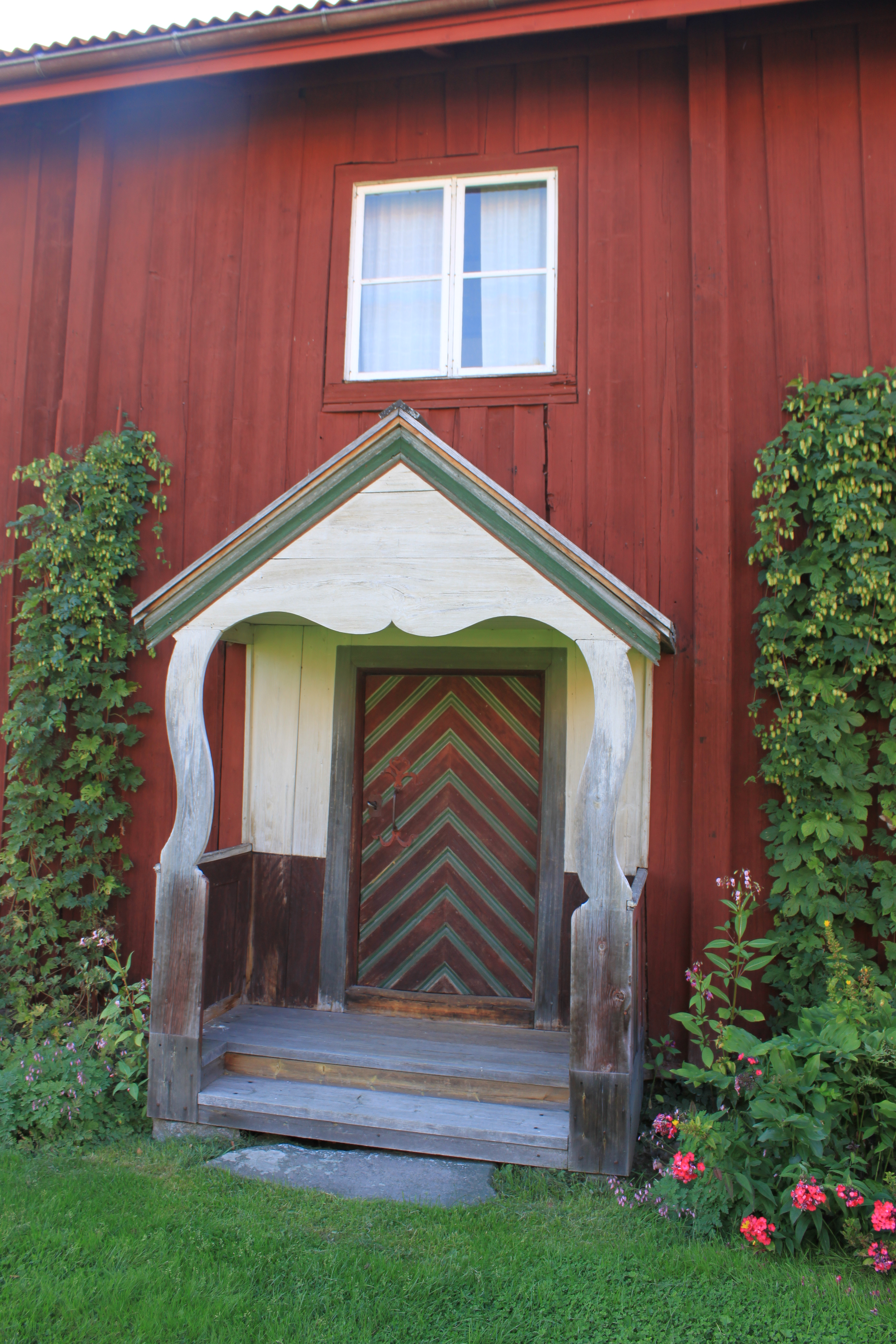
Kristofers農場的正門

## 外部連接
- 赫爾辛蘭帶裝飾的農舍 （页面存档备份，存于）